# Missioni su Venere
Segue una tabella di tutte le passate e future missioni spaziali su Venere condotte dai vari paesi (fonte NASA).
Legenda: 
     Missioni per Venere
     Sorvoli per assistenza gravitazionale, destinazione altrove
| Sonda spaziale                           | Agenzia/Paese    | Date inizio-fine missione                 | Tipo                               | Stato                | Note | Riferimenti                                       |
| ---------------------------------------- | ---------------- | ----------------------------------------- | ---------------------------------- | -------------------- | --- | ------------------------------------------------- |
| Sputnik 7                                | Unione Sovietica | 4 febbraio 1961                           | Lander                             | Fallito              | Non riesce a lasciare l'orbita terrestre                                                                                 |                                                   |
| Venera 1                                 | Unione Sovietica | 12 febbraio 1961                          | Sorvolo                            | Fallito              | Contatto perso 7 giorni dopo il lancio. Il primo tentativo di Sorvolo su un pianeta                                      |                                                   |
| Mariner 1                                | NASA             | 22 luglio 1962                            | Sorvolo                            | Fallito              | Anomalia nel controllo dell'orientamento subito dopo il lancio                                                           |                                                   |
| Sputnik 19                               | Unione Sovietica | 25 agosto 1962                            | Lander                             | Fallito              | Non riesce a lasciare l'orbita terrestre                                                                                 |                                                   |
| Sputnik 20                               | Unione Sovietica | 1º settembre 1962                         | Lander                             | Fallito              | Non riesce a lasciare l'orbita terrestre                                                                                 |                                                   |
| Sputnik 21                               | Unione Sovietica | 12 settembre 1962                         | Sorvolo                            | Fallito              | Esplosione del terzo stadio del lanciatore                                                                               |                                                   |
| Mariner 2                                | NASA             | 14 dicembre 1962                          | Sorvolo                            | Riuscito             | Primo sorvolo di Venere. Distanza minima 34 773 km                                                                       |                                                   |
| Kosmos 21                                | Unione Sovietica | 11 novembre 1963                          | Sorvolo ?                          | Fallito              | Non riesce a lasciare l'orbita terrestre                                                                                 |                                                   |
| Venera 1964A                             | Unione Sovietica | 19 febbraio 1964                          | Sorvolo                            | Fallito              | Non riesce a raggiungere l'orbita terrestre                                                                              |                                                   |
| Venera 1964B                             | Unione Sovietica | 1º marzo 1964                             | Sorvolo                            | Fallito              | Non riesce a raggiungere l'orbita terrestre                                                                              |                                                   |
| Kosmos 27                                | Unione Sovietica | 27 marzo 1964                             | Sorvolo                            | Fallito              | Non riesce a lasciare l'orbita terrestre                                                                                 | [ 1 ]                                             |
| Zond 1                                   | Unione Sovietica | 2 aprile 1964                             | Sorvolo e possibile lander         | Fallito              | Contatto perso durante il viaggio verso Venere                                                                           |                                                   |
| Kosmos 96                                | Unione Sovietica | 23 novembre 1965                          | Lander                             | Fallito              | Non riesce a lasciare l'orbita terrestre Si schianta sulla Terra nel 1965, in Canada.                                    | [ 2 ]                                             |
| Venera 1965A                             | Unione Sovietica | 26 novembre 1965                          | Sorvolo                            | Fallito              | Non riesce a lasciare l'orbita terrestre                                                                                 |                                                   |
| Venera 2                                 | Unione Sovietica | 27 febbraio 1966                          | Sorvolo                            | Fallito              | Smette di funzionare durante il viaggio verso Venere                                                                     | [ 3 ]                                             |
| Venera 3                                 | Unione Sovietica | 1º marzo 1966                             | Lander                             | Fallito              | Contatto perso durante il viaggio verso Venere                                                                           |                                                   |
| Kosmos 167                               | Unione Sovietica | giugno                                    | Lander                             | Fallito              | Non riesce a lasciare l'orbita terrestre                                                                                 | [ 4 ]                                             |
| Venera 4                                 | Unione Sovietica | 18 ottobre 1967                           | Sonda atmosferica                  | Riuscito             | In funzione fino a 25 km d'altitudine                                                                                    | [ 5 ]                                             |
| Mariner 5                                | NASA             | 19 ottobre 1967                           | Sorvolo                            | Riuscito             | Distanza minima 5 000 km                                                                                                 |                                                   |
| Venera 5                                 | Unione Sovietica | 16 maggio 1969                            | Sonda atmosferica                  | Riuscito             | |                                                   |
| Venera 6                                 | Unione Sovietica | 17 maggio 1969                            | Sonda atmosferica                  | Riuscito             | |                                                   |
| Kosmos 359                               | Unione Sovietica | 22 agosto 1970                            | Lander ?                           | Fallito              | Non riesce a lasciare l'orbita terrestre                                                                                 |                                                   |
| Venera 7                                 | Unione Sovietica | 15 dicembre 1970                          | Lander                             | Riuscito             | Primo atterraggio riuscito su un pianeta. Segnali emessi dalla superficie per 23 minuti                                  |                                                   |
| Kosmos 482                               | Unione Sovietica | 31 marzo 1972                             | Lander ?                           | Fallito              | Non riesce a lasciare l'orbita terrestre Si schianta sulla Terra il 10 maggio 2025.                                      |                                                   |
| Venera 8                                 | Unione Sovietica | 22 luglio 1972                            | Lander                             | Riuscito             | Segnali emessi dalla superficie per 50 minuti                                                                            |                                                   |
| Mariner 10                               | NASA             | 5 febbraio 1974                           | Sorvolo                            | Riuscito             | In rotta verso Mercurio. Prima manovra di assistenza gravitazionale di una sonda spaziale. Distanza minima 5768 km.      |                                                   |
| Venera 9                                 | Unione Sovietica | 8 giugno 1975                             | Orbiter e lander                   | Riuscito             | Prime immagini della superficie di Venere                                                                                | ,                                                 |
| Venera 10                                | Unione Sovietica | 1975                                      | Orbiter e lander                   | Riuscito             | |                                                   |
| Pioneer Venus 1                          | NASA             | 4 dicembre 1978 1992                      | Orbiter                            | Riuscito             | |                                                   |
| Pioneer Venus Multiprobe                 | NASA             | 9 dicembre 1978                           | 3 sonde atmosferiche               | Riuscito             | Una delle sonde ha trasmesso dalla superficie per più di un'ora                                                          | , , ,                                             |
| Venera 12                                | Unione Sovietica | 21 dicembre 1978                          | Lander                             | Riuscito             | Panne de certains instruments                                                                                            | ,                                                 |
| Venera 11                                | Unione Sovietica | 25 dicembre 1978                          | Lander                             | Riuscito             | Guasto di alcuni strumenti                                                                                               | ,                                                 |
| Venera 13                                | Unione Sovietica | 1º marzo 1982                             | Lander                             | Riuscito             | 127 minuti operativa sulla superficie                                                                                    |                                                   |
| Venera 14                                | Unione Sovietica | 5 marzo 1982                              | Lander                             | Riuscito             | Operativa in superficie per 57 minuti                                                                                    |                                                   |
| Venera 15                                | Unione Sovietica | 1983–1984                                 | Orbiter                            | Riuscito             | Immagini radar |                                                   |
| Venera 16                                | Unione Sovietica | 1983–1984                                 | Orbiter                            | Riuscito             | Immagini radar |                                                   |
| Vega 1                                   | Unione Sovietica | 11 giugno 1985                            | Sorvolo, lander, sonda atmosferica | Riuscito             | Sonda destinata alla cometa di Halley. Gli strumenti del lander sono stati schierati prematuramente                      | ,                                                 |
| Vega 2                                   | Unione Sovietica | 15 giugno 1985                            | Sorvolo, lander, sonda atmosferica | Riuscito             | Sonda destinata alla Cometa di Halley                                                                                    | ,                                                 |
| Galileo                                  | NASA             | 10 febbraio 1990                          | Sorvolo                            | Riuscito             | In rotta verso Giove. Distanza minima 16000 km.                                                                          |                                                   |
| Magellano                                | NASA             | 10 agosto 1990 – 12 ottobre 1994          | Orbiter                            | Riuscito             | Fornisce immagini radar del 98% della superficie                                                                         |                                                   |
| Cassini-Huygens                          | NASA ESA ASI     | 26 aprile 1998 e 24 giugno 1999           | Sorvolo                            | Riuscito             | In rotta verso il Saturno. Assistenza gravitazionale                                                                     | Archiviato l'8 novembre 2004 in Internet Archive. |
| Venus Express                            | ESA              | 9 novembre 2005 – 16 dicembre 2014        | Orbiter                            | Riuscito             | Studio dettagliato dell'atmosfera. Mappatura completa delle temperature superficiali.                                    |                                                   |
| MESSENGER                                | NASA             | 24 ottobre 2006 (sorvolo) - 5 giugno 2007 | Sorvolo                            | Riuscito             | In viaggio verso Mercurio. Solo assistenza gravitazionale a 2 990 km et 300 km.                                          |                                                   |
| Akatsuki                                 | JAXA             | 20 maggio 2010                            | Orbiter                            | Operativo            | Entrata in orbita mancata 2010, riuscita nel 2015                                                                        |                                                   |
| IKAROS                                   | JAXA             | 20 maggio 2010 - 2015                     | Orbiter                            | Riuscito             | Vela solare sperimentale rilasciata dalla navicella spaziale Akatsuki. Non fece osservazioni.                            |                                                   |
| Parker Solar Probe                       | NASA             | 3 ottobre 2018 (1º sorvolo)               | Sorvoli                            | Operativo            | 7 sorvoli tra il 2018 e il 2024 per l'approccio al Sole                                                                  |                                                   |
| BepiColombo                              | ESA JAXA         | 12 ottobre 2020 (1º sorvolo)              | Sorvoli                            | Operativo            | In viaggio verso Mercurio. Assistenza gravitazionale con 2 sorvoli nel 2020 e 2021                                       |                                                   |
| Solar Orbiter                            | ESA NASA         | 26 dicembre 2020 (1º sorvolo)             | Sorvoli                            | Operativo            | In rotta verso il Sole. 8 assistenze gravitazionale con 8 sorvoli tra il 2020 e il 2030.                                 |                                                   |
| Missioni in sviluppo                     |                  |                                           |                                    |                      | |                                                   |
| Shukrayaan-1                             | ISRO             | Dicembre 2024                             | Orbiter/Pallone atmosferico        | In sviluppo          | Il lancio potrebbe slittare di parecchi anni, fino al 2031.                                                              | [ 7 ]                                             |
| Rocket Lab Venus Probe                   | MIT/Rocket Lab   | 2025 (gennaio)                            | Sonda atmosferica                  | In sviluppo          | Sarebbe il primo lancio privato verso Venere.                                                                            | [ 8 ] [ 9 ]                                       |
| VOICE                                    | CNSA             | 2026                                      | Orbiter                            | In sviluppo          | | [ 10 ]                                            |
| DAVINCI                                  | NASA             | 2030                                      | Sonda atmosferica                  | In sviluppo          | Missione selezionata del programma Discovery.                                                                            | [ 11 ] [ 12 ]                                     |
| Venera-D                                 | Roscosmos        | 2029                                      | Orbiter/Lander                     | In sviluppo          | Missione progettata nel 2003 ma continuamente rimandata, potrebbe slittare agli anni 2030.                               | [ 13 ] [ 14 ]                                     |
| EnVision                                 | ESA              | 2032                                      | Orbiter                            | In sviluppo          | Missione selezionata del programma Cosmic Vision dell'ESA.                                                               | [ 15 ]                                            |
| VERITAS                                  | NASA             | 2028                                      | Orbiter                            | In sviluppo          | Missione selezionata del programma Discovery; la data di lancio potrebbe slittare agli anni 2030 per problemi di budget. | [ 16 ]                                            |
| Progetti in fase di studio o abbandonati |                  |                                           |                                    |                      | |                                                   |
| European Venus Explorer (EVE)            | ESA              | 2005                                      | 2 orbiter e 1 sonda atmosferica    | Non selezionato      | Cosmic Vision (Medium Class): non selezionato                                                                            | [ 17 ]                                            |
| Venus Mobile Explorer                    | NASA             | 2009                                      | Lander                             | Non selezionato      | New Frontiers missione 4: non selezionato (2019)                                                                         | [ 18 ]                                            |
| VISE                                     | NASA             | 2003                                      | Lander                             | Non selezionato      | New Frontiers missioni 2, 3 et 4: non selezionato (2019)                                                                 |                                                   |
| SAGE                                     | NASA             | 2008                                      | Lander                             | Non selezionato      | | [ 19 ]                                            |
| VISAGE                                   | NASA             | 2017                                      | Lander                             | Non selezionato      | New Frontiers missione 4: non selezionato (2019)                                                                         |                                                   |
| Venus Origins Explorer (VOX)             | NASA             | 2017                                      | Lander                             | Non selezionato      | New Frontiers missione 4: non selezionato (2019)                                                                         |                                                   |
| VICI                                     | NASA             | 2017                                      | Lander                             | Non selezionato      | New Frontiers missione 4: non selezionato (2019)                                                                         |                                                   |
| Zephyr                                   | NASA             | 2012                                      | Lander + orbiter                   | Fase pre-progettuale | 2039 se selezionato | [ 20 ] [ 21 ]                                     |
| VAMP                                     | NASA             | 2013                                      | Pallone atmosferico                | Fase pre-progettuale | Possibile lancio con la missione Venera-D                                                                                | [ 22 ] [ 23 ]                                     |